# Прескотт (Аризона)
Прескотт (англ. Prescott) — місто (англ. city) в США, в окрузі Явапай штату Аризона. Населення — 45 827 осіб (2020).

## Географія
Прескотт розташований за координатами 34°34′46″ пн. ш. 112°26′53″ зх. д. / 34.57944° пн. ш. 112.44806° зх. д. (34.579376, -112.448176).  За даними Бюро перепису населення США в 2010 році місто мало площу 107,68 км², з яких 107,07 км² — суходіл та 0,62 км² — водойми. В 2017 році площа становила 116,97 км², з яких 116,36 км² — суходіл та 0,62 км² — водойми.

### Клімат

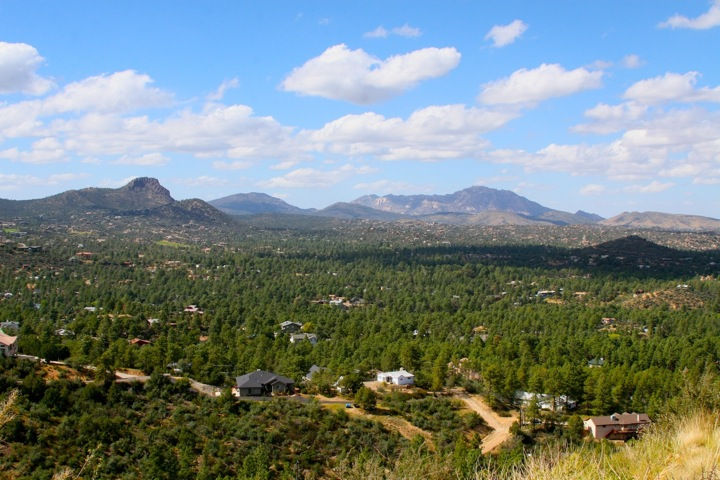
Панорама

| Клімат : Прескот                      | Клімат : Прескот | Клімат : Прескот | Клімат : Прескот | Клімат : Прескот | Клімат : Прескот | Клімат : Прескот | Клімат : Прескот | Клімат : Прескот | Клімат : Прескот | Клімат : Прескот | Клімат : Прескот | Клімат : Прескот | Клімат : Прескот |
| Показник                              | Січ.             | Лют.             | Бер.             | Квіт.            | Трав.            | Черв.            | Лип.             | Серп.            | Вер.             | Жовт.            | Лист.            | Груд.            | Рік              |
| Абсолютний максимум, °C               | 22,8             | 25,0             | 28,3             | 31,1             | 36,1             | 40,0             | 40,6             | 38,9             | 36,7             | 33,3             | 28,3             | 25,6             | 40,6             |
| Середній максимум, °C                 | 11,1             | 12,6             | 15,3             | 19,4             | 24,6             | 29,8             | 31,6             | 30,1             | 27,4             | 22,1             | 15,8             | 10,8             | 20,9             |
| Середній мінімум, °C                  | −4,6             | −3,1             | −0,6             | 2,7              | 7,2              | 11,6             | 15,6             | 14,9             | 10,7             | 4,3              | −1,4             | −4,8             | 4,4              |
| Абсолютний мінімум, °C                | −29,4            | −24,4            | −16,7            | −11,7            | −6,7             | −2,2             | 1,1              | 0,0              | −3,3             | −10,6            | −18,3            | −22,8            | −29,4            |
| Норма опадів, мм                      | 40               | 45               | 41               | 19               | 12               | 8                | 69               | 78               | 50               | 25               | 27               | 37               | 451              |
| Днів з опадами                        | 5,7              | 5,9              | 5,9              | 3,4              | 2,9              | 2,0              | 9,5              | 9,9              | 5,8              | 4,0              | 4,2              | 5,0              | 64,2             |
| Днів зі снігом                        | 1,1              | 1,1              | 1,0              | ,3               | 0                | 0                | 0                | 0                | 0                | 0                | ,3               | 1,2              | 5,0              |
| ------------------------------------- | ---------------- | ---------------- | ---------------- | ---------------- | ---------------- | ---------------- | ---------------- | ---------------- | ---------------- | ---------------- | ---------------- | ---------------- | ---------------- |
| Джерело: NOAA (extremes 1898–present) |                  |                  |                  |                  |                  |                  |                  |                  |                  |                  |                  |                  |                  |

## Освіта
Освіта представлена коледжем Явапай, Прескот, східним кампусом Авіаційного університету Ембрі-Редл, Університет Північної Аризони, Стародомініонський університет; 20 громадськими школами рівня К-12.

## Наука
- Прескоттська обсерваторія (приватна).

## Демографія
Згідно з переписом 2010 року, у місті мешкали 39 843 особи в 18 611 домогосподарстві у складі 10 456 родин. Густота населення становила 370 осіб/км².  Було 22159 помешкань (206/км²).
Расовий склад населення:
| - 92,1 % — білих - 1,2 % — азіатів - 1,1 % — корінних американців - 0,7 % — чорних або афроамериканців - 0,1 % — вихідців з тихоокеанських островів - 2,4 % — осіб інших рас |

До двох чи більше рас належало 2,3 %. Частка іспаномовних становила 8,6 % від усіх жителів.
За віковим діапазоном населення розподілялося таким чином: 13,6 % — особи молодші 18 років, 55,6 % — особи у віці 18—64 років, 30,8 % — особи у віці 65 років та старші. Медіана віку мешканця становила 54,1 року. На 100 осіб жіночої статі у місті припадало 96,7 чоловіків;  на 100 жінок у віці від 18 років та старших — 95,6 чоловіків також старших 18 років.
Середній дохід на одне домашнє господарство  становив 60 095 доларів США (медіана — 44 846), а середній дохід на одну сім'ю — 75 847 доларів (медіана — 60 155). Медіана доходів становила 43 610 доларів для чоловіків та 39 776 доларів для жінок. За межею бідності перебувало 15,5 % осіб, у тому числі 18,6 % дітей у віці до 18 років та 6,5 % осіб у віці 65 років та старших.
Цивільне працевлаштоване населення становило 14 349 осіб. Основні галузі зайнятості: освіта, охорона здоров'я та соціальна допомога — 33,2 %, мистецтво, розваги та відпочинок — 11,7 %, роздрібна торгівля — 11,4 %, науковці, спеціалісти, менеджери — 11,4 %.

## Відомі уродженці та мешканці
- Вірджинія Лі Корбін (1910—1942) — американська актриса.

## Міста-побратими
- Мексика, Каборка
- Сальвадор, Сучітото